# Форд, Кэрол Энн
Кэ́рол Энн Ли́ллиан Форд (англ. Carole Ann Ford), фамилия при рождении — Хи́ггинс (англ. Higgins, род. 16 июня 1940, Илфорд, Лондон) — английская актриса, известная ролями Беттины в фильме «День триффидов» (1963) и Сьюзен Форман в научно-фантастическом телесериале «Доктор Кто» (1963—2025).

## Биография

### Ранняя жизнь и карьера
Кэрол Энн Лиллиан Хиггинс родилась 16 июня 1940 года в городе Илфорд графства Эссекс (ныне часть Большого Лондона). Сыграла свою первую роль в семь лет в фильме «Последний груз» (1948). Посещала среднюю школу Баркинг Эбби.

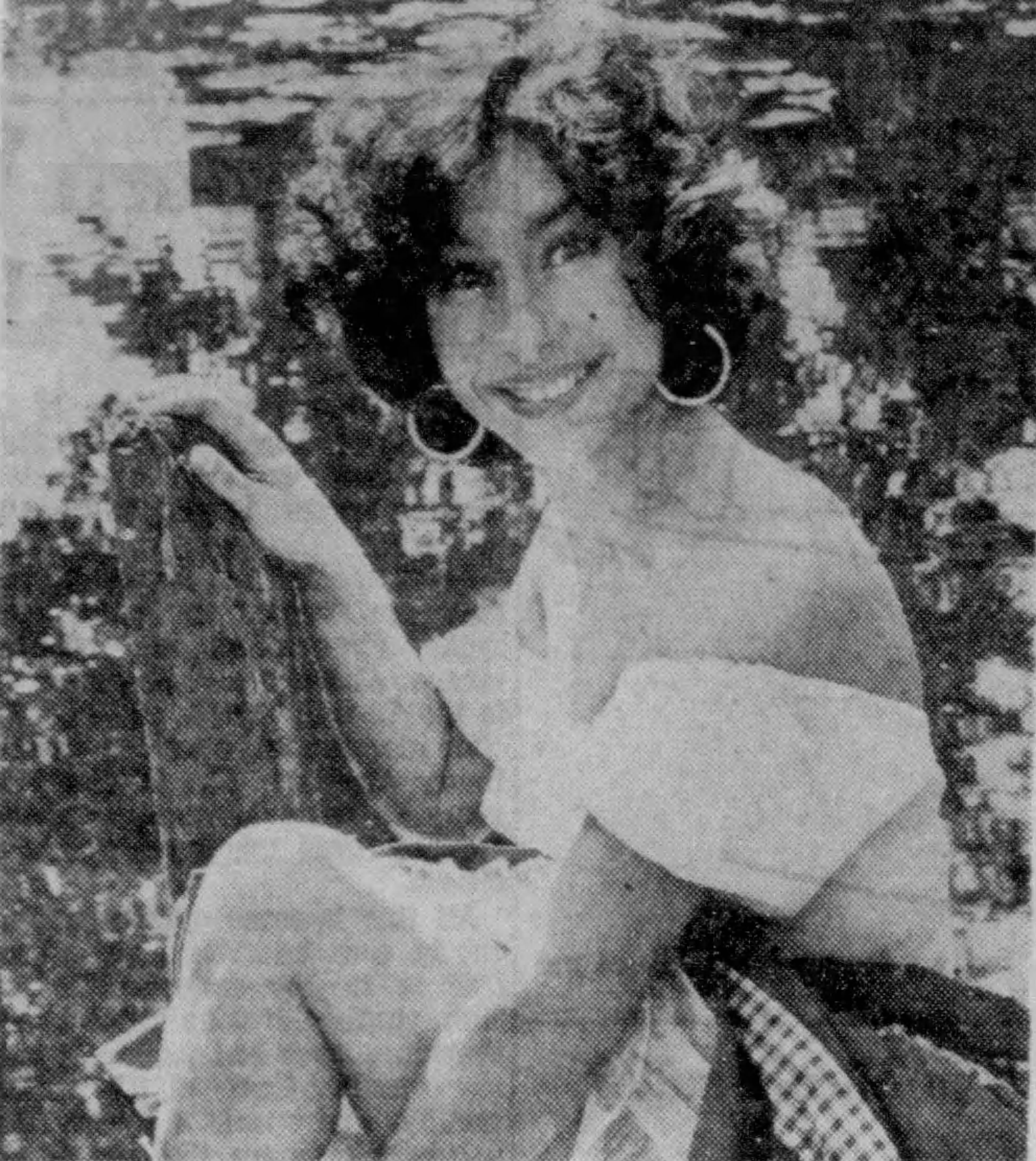
Форд в 1961 году на съёмках фильма «День триффидов».

Первым появлением Форд на телевидении стала театральная постановка «Экспрессо Бонго» (1958). В 1959 году появилась в фильме «Ужасы чёрного музея», телесериале «Сотрудник службы пробации» и короткометражном фильме «Призрачный поезд-убийца». В 1960 году сыграла в серии телесериала «10-й отдел скорой помощи». В 1961 году появилась в фильме «Ночь, когда мы поймали птицу», телесериалах «Диксон из Док Грин» и «Нет убежища», телефильме «Генеральный прокурор». В 1962 году сыграла в телесериалах «Плач по переулку», «Автомобили Z», «Совершенно секретно», «Harpers West One» и фильме «Палачи ждут». В 1963 году Форд сыграла в фильмах «Панч и Джуди» и «День триффидов» в роли слепой француженки Беттины, а также в телесериалах «Лунный удар» и «Неизвестность».

### «Доктор Кто»
Согласно документальному фильму «Доктор Кто: Истоки», появление в телесериале «Автомобили Z» способствовало пробам в 1963 году на роль Сьюзен Форман в новом телесериале «Доктор Кто». Сыграв внучку главного персонажа Доктора, Форд стала одним из трёх первых спутников первой инкарнации Доктора в исполнении Уильяма Хартнелла. Первая история сериала, «Неземное дитя» (1963), названа в честь Сьюзен, поскольку она, как и Доктор, является пришельцем, а именно, как стало впоследствии известно, Повелительницей времени с планеты Галлифрей. По словам Форд, первоначально Сьюзен должна была быть более похожей на персонажей телесериала «Чемпионы», с телепатическими способностями, а также с навыками управлять ТАРДИС, но в итоге в сериале она стала гораздо более обычной девушкой. Она покинула сериал в конце последнего эпизода истории «Вторжение далеков на Землю» (1964). Форд вернулась к роли Сьюзен в специальной серии к 20-летию сериала «Пять Докторов» (1983) и спецвыпуске к 30-летию «Измерения во времени» (1993). Она также появилась в роли другого персонажа в фильме-спин-оффе «Пробный рейс: Возвращение сонтаранцев» (1995). В 1999 году Форд сыграла в фильме «Ковчег души» с другими актёрами из сериала.
Начиная с 2000-х годов, Форд озвучила роль Сьюзен в ряде аудиодрам компании Big Finish Productions: в двух эпизодах серии «Doctor Who Unbound» (2003, 2005), в серии «Доктор Кто: Хроники спутников» (2008—2025), в аудиодрамах с Восьмым Доктором (2009—2011), в серии «Доктор Кто: Утерянные истории» (2010—2012), в спецвыпуске «Свет в конце» (2013), в сериях «Доктор Кто: Ранние приключения» (2014—2021), «Короткие приключения Big Finish» (2017—2018), «Доктор Кто: Приключения Первого Доктора» (2019), «Once and Future» (2023). С 2020 года выходит собственный спин-офф аудиодрам «Война Сьюзен».
В документальной драме «Приключение в пространстве и времени» (2013) к 50-летию сериала, где рассказывается о создании и ранних годах сериала, актриса Клаудия Грант исполнила роль Кэрол Энн Форд. Сама же Форд появилась в нём в небольшой роли персонажа по имени Джойс. Также в ноябре 2013 года Форд появилась в комедийном короткометражном фильме «(Почти) пять Докторов: Перезагрузка».
После того как в июне 2024 года скончался Уильям Расселл, Форд остаётся единственной актрисой из первоначального актёрского состава в сериале. В мае 2025 года Форд вернулась в телесериал «Доктор Кто», исполнив роль Сьюзен в серии «Межзвёздный конкурс песни» спустя 62 года после первого появления персонажа на экране.

### После сериала «Доктор Кто»
В 1965 году появилась в телесериале «Public Eye». В 1966 году сыграла мадемуазель Альбертин в фильме «Великое ограбление поезда в Сент-Триниан». В 1967 году появилась в фильме «Человек снаружи» и телефильме «В случае убийства набирайте „М“».
В 1974 году сыграла в эпизоде телесериала «Удачливые парни». В 1975 году появилась в фильме «Потайное место», а в 1976 году — в фильме «Несравненная Сара».
Форд перестала заниматься актёрской деятельностью из-за болезни в 1970-х годах, которая привела к стремительной потере веса и временной потере голоса. После этого преподавала, обучая навыкам речи, презентации и диалогов политиков, бизнесменов, ораторов и актёров.

## Личная жизнь
В 1959 году Форд вышла замуж за Уолтера Джокела и впоследствии развелась с ним в 1967 году. В 1974 году вышла замуж за Гарри Корнхаузера. У Форд есть две дочери, Миранда от первого брака и Тара от второго.

## Фильмография
| Год       |     | Русское название                         | Оригинальное название                 | Роль                                            |
| --------- | --- | ---------------------------------------- | ------------------------------------- | ----------------------------------------------- |
| 1948      | ф   | Последний груз                           | The Last Load                         | в титрах не указана                             |
| 1958      | тф  | Экспрессо Бонго                          | Expresso Bongo                        | ансамбль                                        |
| 1959      | ф   | Ужасы чёрного музея                      | Horrors of the Black Museum           | подросток в комнате смеха (в титрах не указана) |
| 1959      | с   | Сотрудник службы пробации                | Probation Officer                     | Сьюзан Портуэй (серия 1.12)                     |
| 1959      | кор | Призрачный поезд-убийца                  | The Ghost Train Murder                | девушка в поезде                                |
| 1960      | с   | 10-й отдел скорой помощи                 | Emergency Ward 10                     | мисс Фолкс (серия 1.385)                        |
| 1961      | ф   | Ночь, когда мы поймали птицу             | The Night We Got the Bird             | школьница                                       |
| 1961      | с   | Диксон из Док Грин                       | Dixon of Dock Green                   | Хелен Лейтон (серия «River Beat»)               |
| 1961      | с   | Нет убежища                              | No Hiding Place                       | Мэри Донован (серия «The Toy House»)            |
| 1961      | тф  | Генеральный прокурор                     | The Attorney-General                  | Марта Солсбери                                  |
| 1962      | с   | Плач по переулку                         | Crying Down the Lane                  | Дженни (2 серии)                                |
| 1962      | с   | Автомобили Z                             | Z-Cars                                | Рита (серия «The Big Catch»)                    |
| 1962      | с   | Совершенно секретно                      | Top Secret                            | Соня (серия «Dance for Spies»)                  |
| 1962      | ф   | Палачи ждут                              | Mix Me a Person                       | Дженни                                          |
| 1962      | с   | Harpers West One                         | Harpers West One                      | Мэрилин (серия 2.5)                             |
| 1963      | с   | Лунный удар                              | Moonstrike                            | серия «Five Hours to Kill»                      |
| 1963      | с   | Неизвестность                            | Suspense                              | Джеки (серия «The Man on the Bicycle»)          |
| 1963      | ф   | Панч и Джуди                             | The Punch and Judy Man                | девушка в киоске на море (в титрах не указана)  |
| 1963      | ф   | День триффидов                           | The Day of the Triffids               | Беттина                                         |
| 1963—2025 | с   | Доктор Кто                               | Doctor Who                            | Сьюзен Форман (53 серии)                        |
| 1965      | с   | Public Eye                               | Public Eye                            | Дженни Грэм (серия «The Morning Wasn't So Hot») |
| 1966      | ф   | Великое ограбление поезда в Сент-Триниан | The Great St. Trinian's Train Robbery | мадемуазель Альбертин                           |
| 1967      | ф   | Человек снаружи                          | The Man Outside                       | Синди                                           |
| 1967      | тф  | В случае убийства набирайте „М“          | Dial M for Murder                     |                                                 |
| 1974      | с   | Удачливые парни                          | ever Happened to the Likely Lads?     | Валери (серия «Affairs and Relations»)          |
| 1975      | ф   | Потайное место                           | The Hiding Place                      | женщина (в титрах не указана)                   |
| 1976      | ф   | Несравненная Сара                        | The Incredible Sarah                  |                                                 |
| 1993      | кор | Измерения во времени                     | Dimensions in Time                    | Сьюзен Форман                                   |
| 1994      | ф   | Пробный рейс: Возвращение сонтаранцев    | Shakedown: Return of the Sontarans    | Зорелла                                         |
| 1999      | ф   | Ковчег души                              | Soul's Ark                            | Стелла Грант                                    |
| 2013      | ф   | Приключение в пространстве и времени     | An Adventure in Space and Time        | Джойс                                           |
| 2013      | кор | (Почти) пять Докторов: Перезагрузка      | The Five(ish) Doctors Reboot          | в роли себя                                     |